# Favonius immaculatus
Favonius immaculatus är en fjärilsart som beskrevs av Watari 1935. Favonius immaculatus ingår i släktet Favonius och familjen juvelvingar. Inga underarter finns listade i Catalogue of Life.